# ذكاء اصطناعي رمزي

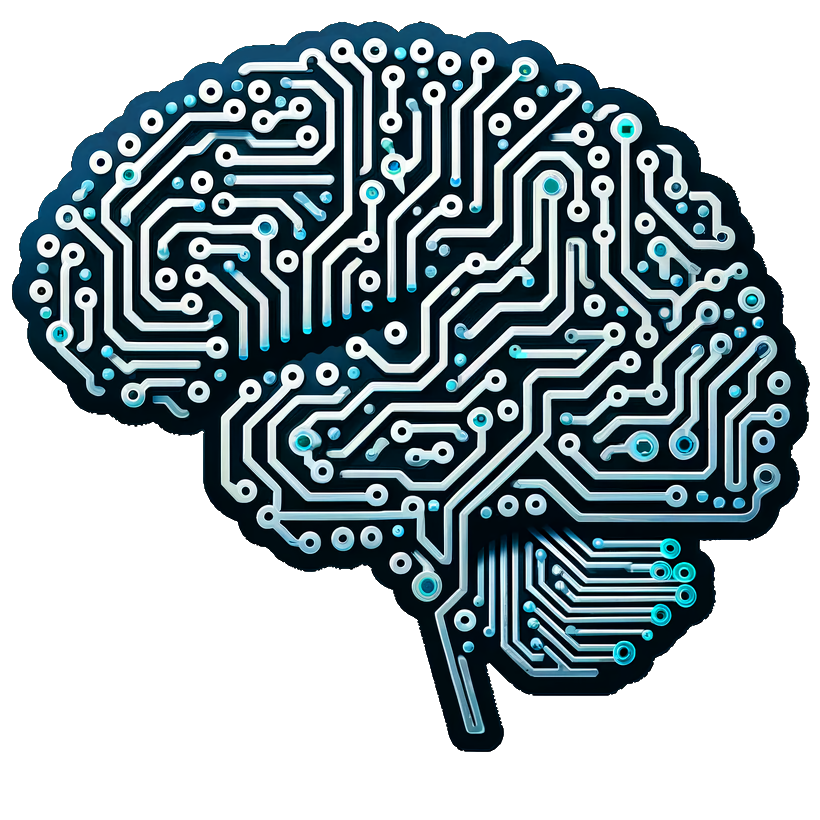
ذكاء اصطناعي

في الذكاء الاصطناعي، يمثل مصطلح الذكاء الاصطناعي الرمزي مجموعة الوسائل المستخدمة في أبحاث الذكاء الاصطناعي القائمة على التمثيلات الرمزية (المقروءة بواسطة البشر) عالية المستوى للمشاكل، والمنطق والبحث. يوظف الذكاء الاصطناعي الرمزي عددًا من الأدوات مثل البرمجة المنطقية، وقواعد الإنتاج والأطر والشبكات الدلالية، واستطاع تطوير العديد من التطبيقات مثل الأنظمة القائمة على المعرفة (على وجه التحديد، الأنظمة الخبيرة)، والرياضيات الرمزية، ومبررات النظريات الآلية، والأنطولوجية، والويب الدلالي وأنظمة التخطيط الآلي والجدولة. سمح النموذج الفكري للذكاء الاصطناعي الرمزي بإيجاد العديد من الأفكار الأساسية في البحث، ولغات البرمجة الرمزية، والأنظمة متعددة الوكلاء، والويب الدلالي ونقاط القوة والقيود لأنظمة المنطق والمعرفة الرسمية.
كان الذكاء الاصطناعي الرمزي النموذج الفكري السائد لأبحاث الذكاء الاصطناعي منذ منتصف خمسينيات حتى منتصف تسعينيات القرن العشرين. اقتنع الباحثون في ستينيات وسبعينيات القرن العشرين بأن النهج الرمزية قادرة في النهاية على النجاح في خلق آلة ذات ذكاء عام اصطناعي، إذ اعتبروا ذلك بمثابة الهدف النهائي في مجالهم. أدى الازدهار المبكر، الذي ترافق مع نجاحات مبكرة مثل برنامج المنظر المنطقي وبرنامج تشغيل المدقق لصموئيل، إلى توقعات ووعود غير واقعية ولحق ذلك شتاء الذكاء الاصطناعي الأول مع تراجع التمويل. تزامنت فترة الازدهار الثانية (1969-1986) مع نشوء الأنظمة الخبيرة، وما رافقها من وعود الاستحواذ على خبرات الشركات وتبني الشركات لها. لحق فترة الازدهار هذه، وما رافقها من نجاحات مثل «إكس سي أو إن» و«دي إي سي»، فترة تراجع أخرى. نشأت العديد من المشاكل المتعلقة بصعوبات اكتساب المعرفة، والحفاظ على القواعد المعرفية الكبيرة وهشاشة التعامل مع المشاكل خارج المجال. تبع ذلك شتاء ذكاء اصطناعي ثان (1988-2011). بعد ذلك، انصب تركيز أبحاث الذكاء الاصطناعي على معالجة المشاكل الكامنة وراء التعامل مع حالات عدم اليقين واكتساب المعرفة. أمكنت معالجة حالات عدم اليقين باستخدام الوسائل الرسمية مثل نظريات ماركوف المخفية، والمنطق البايزي والتعلم الإحصائي الترابطي. عالج تعلم الآلة الرمزي مشكلة اكتساب المعرفة من خلال عدد من المساهمات بما في ذلك تعلم فضاء الإصدار، وتعلم «بّي إيه سي» لفاليانت، وتعلم شجرة قرار «آي دي 3» لكوينلان، والتعلم المعتمد على الحالة والبرمجة المنطقية الاستقرائية لتعلم العلاقات.
مثلت الشبكات العصبية، التي تُعد نهجًا شبه رمزي، الهدف المنشود منذ الأيام الأولى وكان من المقرر ظهورها بقوة في عام 2012. تشمل الأمثلة المبكرة أعمال روزنبلات لتعلم البيرسيبترون، بالإضافة إلى أعمال الانتشار الخلفي بواسطة روميلهارت، وهينتون وويليامز والأعمال المتعلقة بالشبكات العصبية التلافيفية بواسطة ليكون وآخرين في عام 1989. مع ذلك، لم تُعتبر الشبكات العصبية ناجحة حتى عام 2012 تقريبًا: «حتى شيوع البيانات الضخمة، كان الإجماع العام في مجتمع الذكاء الاصطناعي مائلًا نحو اعتبار ما يُسمى نهج الشبكة العصبية نهجًا ميؤوسًا منه، لم تعمل الأنظمة بشكل جيد فعلًا مقارنة بالوسائل الأخرى. ... جاءت ثورة في عام 2012، عندما توصل عدد من الأفراد، بمن فيهم فريق من الباحثين الذين يعملون مع هينتون، إلى طريقة لاستخدام قوة «جي بّي يو إس» لتعزيز قوة الشبكات العصبية بشكل هائل». على مدى السنوات التالية، استطاع التعلم المتعمق تحقيق نجاح مبهر في التعامل مع الرؤية، والتعرف على الكلام، وتوليف الكلام، وتوليد الصور وترجمة الآلة. مع ذلك، مع ازدياد وضوح الصعوبات المتأصلة في التحيز، والتفسير، وقابلية الفهم وقوة التحمل في نهج التعلم المتعمق منذ عام 2020؛ دعا عدد متزايد من باحثي الذكاء الاصطناعي إلى الدمج بين أفضل مزايا النهجين، النهج الرمزي ونهج الشبكات العصبية، بالإضافة إلى معالجة النواحي التي يصعب على النهجين التعامل معها، مثل التفكير البديهي.

## لمحة تاريخية قصيرة
يتبع فيما يلي لمحة تاريخية قصيرة عن الذكاء الاصطناعي الرمزي منذ نشوئه حتى الآن.

### صيف الذكاء الاصطناعي الأول: الوفرة الطائشة (1948-1966)
حققت المحاولات الأولى للذكاء الاصطناعي النجاح في ثلاثة مجالات رئيسية: الشبكات العصبية الاصطناعية، والتمثيل المعرفي والبحث الإرشادي، ما ساهم في ارتفاع التوقعات إلى درجة عالية. يلخص هذا القسم تكرار كاوتز لتاريخ الذكاء الاصطناعي المبكر.

#### النُهج المستوحاة من المعرفة أو الإدراك الحيواني أو البشري
سعت النهج السيبرانية إلى نسخ الحلقات الارتجاعية بين الحيوانات وبيئاتها. أمكن بناء سلحفاة آلية، مزودة بمستشعرات ومحركات للقيادة والتوجيه وسبعة أنابيب مفرغة للتحكم، بالاستناد إلى شبكة عصبية مسبقة البرمجة، في وقت مبكر من عام 1948. يمكن النظر في هذا العمل بوصفه السلف المبكر للعمل اللاحق في الشبكات العصبية، والتعلم المعزز والروبوتات الموجودة.
يتمثل أحد البرامج الباكرة الهامة للذكاء الاصطناعي الرمزي في برنامج المنظر المنطقي، الذي وضعه ألن نيويل، وهيربرت سيمون وكليف شو بين عامي 1955 و1956، إذ استطاع هذا البرنامج إثبات 38 نظرية أولية من مبادئ الرياضيات الخاصة بوايتهيد وروسيل. سعى كل من نيويل، وسيمون وشو في وقت لاحق إلى تعميم هذا العمل بهدف إنشاء برنامج حل المشكلات المستقل عن المجال، «جي بّي إس» (برنامج حل المشكلات العام). امتلك «جي بّي إس» القدرة على حل جميع المشكلات المعروضة بواسطة المشغلين الرسميين عبر بحث فضاء الحالة باستخدام تحليل الوسائل والغاية.
خلال ستينيات القرن العشرين، حققت النهج الرمزية نجاحات كبيرة في محاكاة السلوك الذكي ضمن البيئات المنظمة مثل ممارسة الألعاب، والرياضيات الرمزية وإثبات النظرية الرياضية. ارتكزت أبحاث الذكاء الاصطناعي في ثلاث مؤسسات رئيسية خلال ستينيات القرن العشرين: جامعة كارنيغي ميلون، وجامعة ستانفورد ومعهد ماساتشوستس للتكنولوجيا و(لاحقًا) جامعة إدنبرة. استطاعت كل مؤسسة منها تطوير أسلوبها البحثي الخاص. أهمل بعض هذه الأساليب النهج المبكرة القائمة على الشبكات العصبية الاصطناعية أو السيبرنيطيقا وتخلت أساليب أخرى عنها بالكامل.
درس هيربرت سيمون وألن نيويل مهارات حل المشكلات البشرية فحاولا تشكيلها ومحاكاتها ليكون عملهما حجر أساس انطلاق مجال الذكاء الاصطناعي، بالإضافة إلى العلوم المعرفية، وبحوث العمليات وعلم الإدارة. استخدم فريقهما البحثي نتائج التجارب النفسية لتطوير البرامج القادرة على محاكاة التقنيات التي يستخدمها الناس في حل المشكلات. سيتمكن هذا التقليد، الذي تمركز في جامعة كارنيغي ميلون، في نهاية المطاف من بلوغ ذروته في تطوير هندسة سور في ثمانينيات القرن العشرين.